# 活性位点
在生物学和生物化学中，活性位点（英語：Active site），又称活化位置，是指一個酵素中具有催化能力與結合的部位。其結構與化學性質可供受質辨識，並與受質結合。活化位置通常是酵素表面上一個類似口袋的區域，內部含有可與特定受質發生反應的殘基。
在化学催化中，活性位点可以指酸碱位点、氧化还原位点或金属位点。

## 結合
大部分酵素只會有一個活性位點，只對應一種受質。酵素的變性作用，通常是因為高溫或者是極端的pH值，造成酵素活性位點形狀的改變。
以下有兩種酵素結合的假說

### 酵素鎖鑰假說

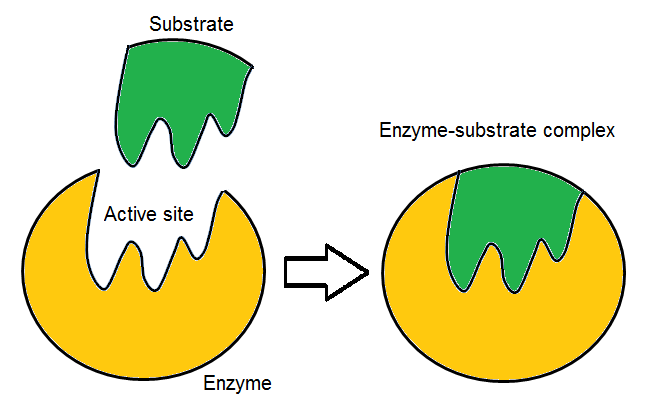

由Emil Fischer提出的，他的假設是說酵素的活性位點和受質可以很完美的結合，當兩者結合，受質的修飾就開始了。

### 誘導契合假說

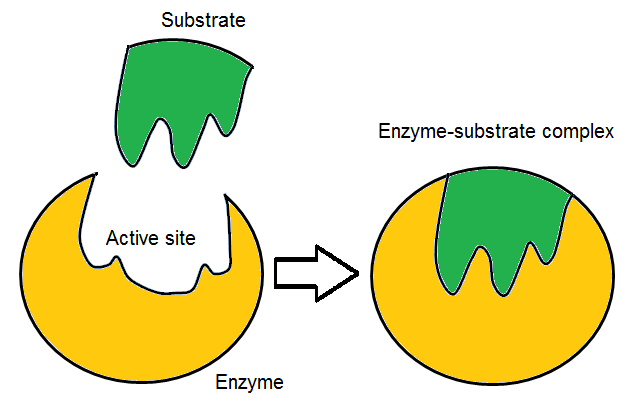

由Daniel Koshland提出的，它是鎖鑰理論的延伸，但它主張活性位點和受質不會完美結合，且活性位點是可以形狀改變到和受質完美結合的狀態；當受質接上後，誘導形狀改變，當受質離開後，酵素回到它原本的樣子。

## 化學性質
受質和酵素結合，透過氫鍵、疏水交互作用或兩者都有。活性位點上的殘基作為質子或其他受質化學基團的接受者或提供者，進而降低反應活化能，加快反應速率。當酵素和受質間的作用完後，產物在活性位點會相當的不穩定，進而離開酵素。

## 輔因子
酵素會運用輔因子來幫忙與受質的結合；輔酶也是輔因子的一種，在受質和酵素發生化學反應時，就會離開。例如：金屬物質。

## 抑制劑
抑制劑會阻擾受質和酵素的交互作用，進而降低反應速率。抑制劑有幾種不同的種類，分別有可逆和不可逆、競爭和非競爭；競爭型，一種和受質很像的物質，會和受質競爭酵素；非競爭型，一種會結合在非活性位點的物質，會影響受質和酵素的結合率。
|              | 例子            | 和活性位點結合? | 降低反應速率? |
| ------------ | --------------- | --------------- | ------------- |
| 競爭可逆型   | HIV蛋白酶抑制劑 | 會              | 會            |
| 非競爭可逆型 | 重金屬          | 不會            | 會            |
| 不可逆型     | 氰化物          | 會              | 會            |

## 藥物的發展
辨認活性位點，在藥學上很重要；藉由辨認出活性位點，設計出受質(藥物)，可以阻斷它和受質結合；其中一個重要的因子在藥物設計，是抑制劑和酵素結合的強度。
例如AIDS

## 異位結合位
異位結合位顧名思義和活性位點是不同的位置在酵素上，異位修飾通常發生在超過一個次單元的蛋白質，也常常參與代謝反應。